# خلية جسم غريب عملاقة

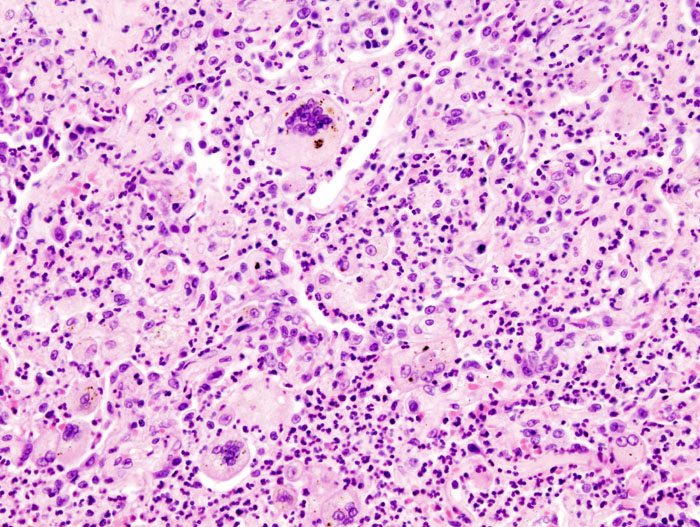
صورة مجهرية نسيجية لشخص مسن يشكو ذات الرئة الشفطي ووهن عصبي. لاحظ تفاعل خلية الجسم الغريب العملاقة.

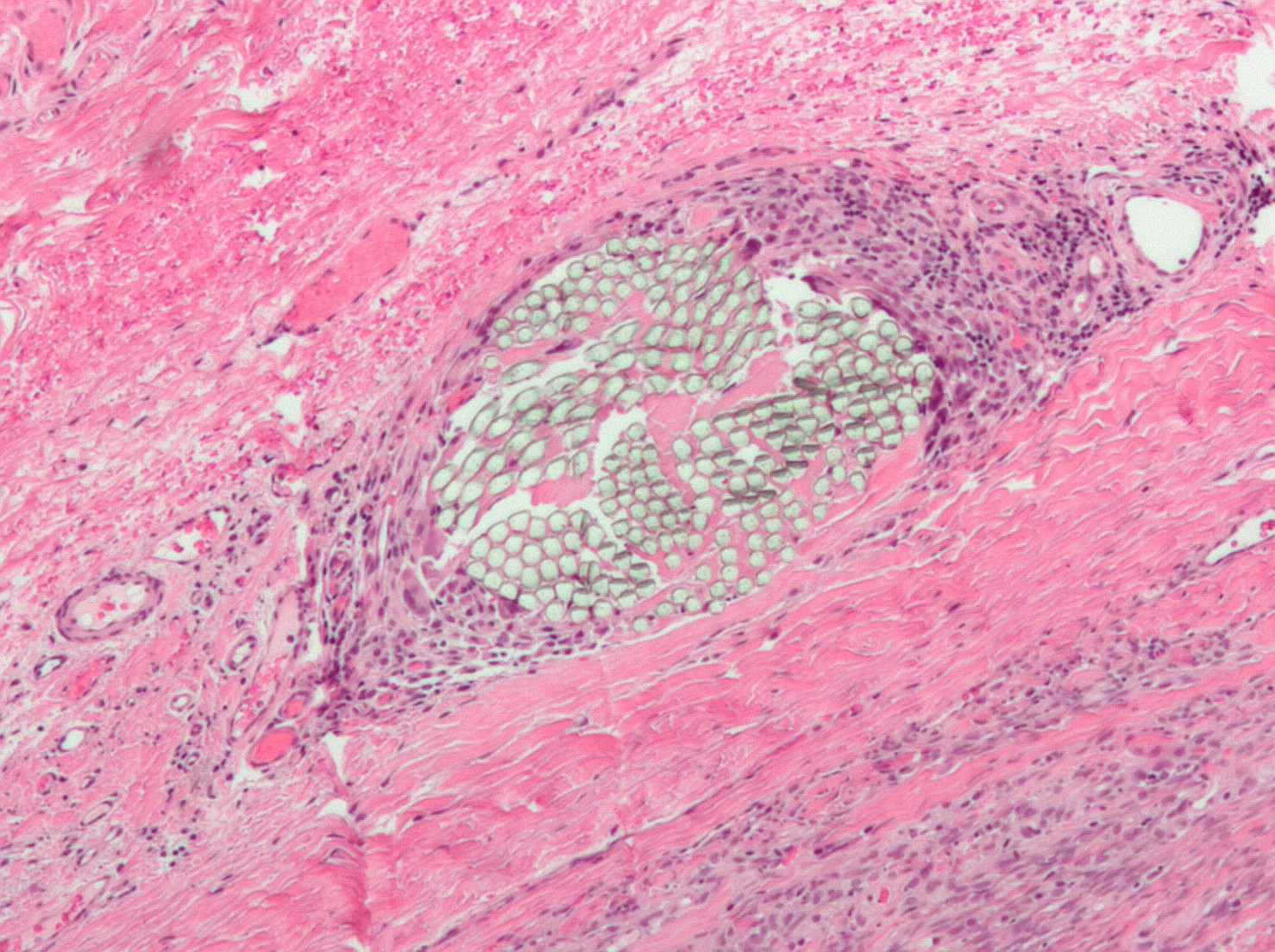
تفاعل خلية جسم غريب عملاقة مع مادة ما.

خلية الجسم الغريب العملاقة (بالإنجليزية: Foreign-body giant cell)‏ هي تجمع من اندماج عدد من الخلايا الأكولة الكبيرة (خلية عملاقة) والتي تتكون استجابة لوجود جسم غريب كبير. هذا دليل على أن الأجسام الغريبة الداخلة في الجسم تتسبب التهاب مزمن واستجابة للجسم الغريب. التفاعل تجاه هذا الجسم قد يتسبب بتضرر في المنطقة المصابة بالعدوى وأثرا خراجيا على شكل ندبة.
النوى تظهر بشكل غير منتظم، حيث توجد النوى في الوسط وتتراكم فوق بعضها، بخلاف خلية لانغهانز العملاقة التي تتوزع فيها النوى على الأطراف.